# Golf en los Juegos Suramericanos de 2014: Individuales Masculino
La competencia de individuales masculino de golf en Santiago 2014 se desarrolló en el Club de Polo y Equitación San Cristóbal, Santiago, entre los días 13 y 16 de marzo de 2014. Participaron 20 golfistas.

## Resultados
| #                 | Golfistas               | Puntaje por jornada | Puntaje por jornada | Puntaje por jornada | Puntaje por jornada | Total |
| #                 | Golfistas               | 1                   | 2                   | 3                   | 4                   | Total |
| ----------------- | ----------------------- | ------------------- | ------------------- | ------------------- | ------------------- | ----- |
| Medalla de oro    | Felipe Aguilar          | 67                  | 73                  | 67                  | 72                  | 279   |
| Medalla de plata  | Marcos Ruíz             | 74                  | 69                  | 69                  | 70                  | 282   |
| Medalla de bronce | José Manuel Garrido     | 72                  | 72                  | 70                  | 72                  | 286   |
| 4                 | Benjamín Alvarado       | 73                  | 72                  | 71                  | 71                  | 287   |
| 4                 | Álvaro Pinedo           | 72                  | 76                  | 67                  | 72                  | 287   |
| 6                 | Rafael Echenique        | 74                  | 71                  | 71                  | 75                  | 291   |
| 7                 | Alan Wagner             | 75                  | 73                  | 74                  | 71                  | 293   |
| 7                 | Juan Ignacio Lizarralde | 73                  | 72                  | 76                  | 72                  | 293   |
| 9                 | Alfredo Adrián          | 74                  | 73                  | 77                  | 70                  | 294   |
| 9                 | Patricio Salem          | 77                  | 75                  | 71                  | 71                  | 294   |
| 11                | Omar Tejeira            | 75                  | 73                  | 75                  | 71                  | 296   |
| 11                | André Wink              | 75                  | 72                  | 73                  | 76                  | 296   |
| 13                | Fernando Gonzáles       | 74                  | 76                  | 77                  | 71                  | 298   |
| 13                | Otto Solís              | 72                  | 78                  | 76                  | 72                  | 298   |
| 13                | Juan Alberto Álvarez    | 76                  | 73                  | 73                  | 76                  | 298   |
| 16                | Ramón Franco            | 74                  | 80                  | 69                  | 76                  | 299   |
| 17                | Luiz Braga              | 75                  | 85                  | 74                  | 73                  | 307   |
| 18                | Marcos Cabarcos         | 78                  | 78                  | 76                  | 77                  | 309   |
| 19                | Daniel Patiño           | 79                  | 79                  | 75                  | 83                  | 316   |
| 20                | Sebastián Salem         | 73                  | 84                  | 79                  | NC                  | SP    |

NC: No compitió; SP: Sin puntaje